# Arnold Janssen
Arnold Janssen (n. 5 noiembrie 1837 în Goch am Niederrhein, Germania; d. 15 ianuarie 1909 în Steyl, Olanda) a fost un misionar german și fondatorul societății Steyler Missionare.
Arnold Janssen a fost beatificat de papa Paul al VI-lea în 1975.